# Communauté de communes du Canton de Valmont
Die  Communauté de communes du Canton de Valmont  ist ein ehemaliger französischer Gemeindeverband mit der Rechtsform einer Communauté de communes im Département Seine-Maritime in der Region Normandie. Sie wurde am 30. Dezember 1999 gegründet und umfasste 22 Gemeinden. Der Verwaltungssitz befand sich im Ort Colleville.

## Historische Entwicklung
Mit Wirkung vom 1. Januar 2017 fusionierte der Gemeindeverband mit der Fécamp Caux Littoral Agglomération (vor 2017) und
bildete so die Nachfolgeorganisation Fécamp Caux Littoral Agglomération. Trotz der Namensgleichheit handelt es sich um eine Neugründung mit anderer Rechtspersönlichkeit.
Kurz danach wechselten die Gemeinden Criquetot-le-Mauconduit und Vinnemerville zur Communauté de communes Côte d’Albâtre.

## Ehemalige Mitgliedsgemeinden
1. Ancretteville-sur-Mer
2. Angerville-la-Martel
3. Colleville
4. Contremoulins
5. Criquetot-le-Mauconduit
6. Écretteville-sur-Mer
7. Életot
8. Gerponville
9. Limpiville
10. Riville
11. Sainte-Hélène-Bondeville
12. Saint-Pierre-en-Port
13. Sassetot-le-Mauconduit
14. Sorquainville
15. Thérouldeville
16. Theuville-aux-Maillots
17. Thiergeville
18. Thiétreville
19. Toussaint
20. Valmont
21. Vinnemerville
22. Ypreville-Biville